# Temporada da NFL de 1929
A Temporada de 1929 da National Football League foi a 10º temporada do principal torneio de futebol americano dos Estados Unidos. O campeão foi o Green Bay Packers.
Foi nesta temporada que a NFL adicionou o juiz de campo com o quarto árbitro.

## Tabela
| Green Bay Packers        | 12 | 0 | 1 | 100%  | 198 | 22  |
| New York Giants          | 13 | 1 | 1 | 92,9% | 312 | 86  |
| Frankford Yellow Jackets | 9  | 4 | 5 | 69,2% | 129 | 128 |
| Chicago Cardinals        | 6  | 6 | 1 | 50%   | 154 | 83  |
| Boston Bulldogs          | 4  | 4 | 0 | 50%   | 98  | 73  |
| Staten Island Stapletons | 3  | 4 | 3 | 42,9% | 89  | 65  |
| Orange Tornadoes         | 3  | 4 | 4 | 42,9% | 35  | 80  |
| Providence Steam Roller  | 4  | 6 | 2 | 40%   | 107 | 117 |
| Chicago Bears            | 4  | 9 | 2 | 30,8% | 119 | 227 |
| Buffalo Bisons           | 1  | 7 | 1 | 12,5% | 48  | 142 |
| Minneapolis Red Jackets  | 1  | 9 | 0 | 10%   | 48  | 185 |
| Dayton Triangles         | 0  | 6 | 0 | 00%   | 7   | 136 |